# Pandanus tenuipedunculatus
Pandanus tenuipedunculatus är en enhjärtbladig växtart som beskrevs av Elmer Drew Merrill. Pandanus tenuipedunculatus ingår i släktet Pandanus och familjen Pandanaceae. Inga underarter finns listade.